# Neds Bösenachtgeschichten
Neds Bösenachtgeschichten (englischer Originaltitel Nightmare Ned) ist eine US-amerikanische Disney-Zeichentrickserie, die 1997 unter der Leitung von Donovan Cook produziert wurde.

## Handlung
Der achtjährige Junge Ned Needlemeyer ist phantasievoll, aber auch ein wahres Nervenbündel und wird deswegen öfters von seinen zwei Mitschülern Conrad und Vernon gepiesackt. Alltagssituationen, die Ned tagsüber erlebt, verarbeitet er in jeder Folge nachts in einem Albtraum.

## Hauptfiguren
- Ned Needlemeyer ist der Protagonist der Sendung. Er trägt eine Brille, ist schreckhaft und wird von seinen Schulkameraden Conrad und Vernon schikaniert.
- Mom Needlemeyer ist Neds Mutter und bringt als einzige in der Familie Verständnis für Neds Albträume auf.
- Ed Needlemeyer  ist Neds Vater und versucht, ihm bei seinen Problemen zu helfen, was aber häufig nicht gelingt.
- Amy Needlemeyer ist Neds kleine Schwester und noch ein Baby.

## Produktion und Veröffentlichung
Die Serie wurde 1997 von Walt Disney Television Animation unter der Regie von Donovan Cook nach einem Drehbuch von Ralph Soll produziert. Die Musik schrieb Steve Bartek. Der Sender ABC strahlte die 25 Folgen ab dem 19. April 1997 in den USA aus. 
Die Serie wurde unter anderem ins Portugiesische übersetzt, eine deutsche Fassung wurde ab dem 25. Juli 1998 von Super RTL gezeigt. 

## Synchronisation
| Rolle           | englischer Sprecher |
| --------------- | ------------------- |
| Ned Needlemeyer | Courtland Mead      |
| Mom Needlemeyer | Victoria Jackson    |
| Ed Needlemeyer  | Brad Garrett        |

## Adaptionen
1997 erschien ein gleichnamiges Computerspiel zur Serie.